# لایشتنبرگ (میتل‌زاکسن)
لایشتنبرگ (به آلمانی: Lichtenberg/Erzgeb.) یک شهر در آلمان است که در میتل‌زاکسن واقع شده‌است. لایشتنبرگ ۲٬۹۵۷ نفر جمعیت دارد.